# Juan Antonio Vera Calvo

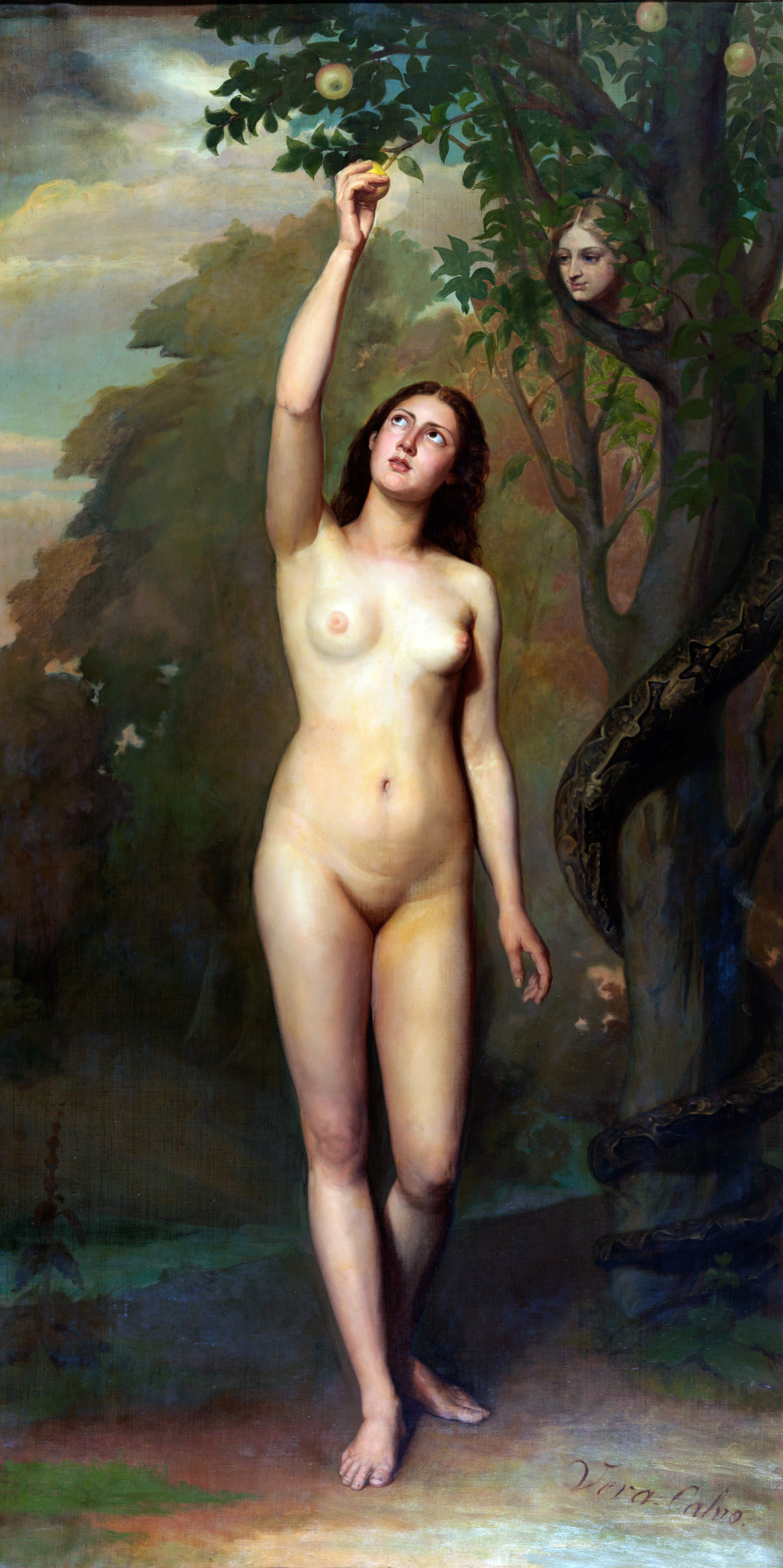
Eva, óleo sobre lienzo, 244 x 125 cm, Madrid, Museo del Prado.

Juan Antonio Vera Calvo (Sevilla, 1825-Sevilla, 1905), fue un pintor español de la Escuela sevillana. Fue discípulo de Joaquín Domínguez Bécquer en la Academia de Bellas Artes de Santa Isabel de Hungría de Sevilla, de la que pasó a la de San Fernando de Madrid. Más tarde se fue a París y a Roma para ampliar sus conocimientos. Obtuvo menciones especiales en las exposiciones Nacionales de Bellas Artes en 1858, 1862 y 1864 y tercera medalla en la edición de 1871.

## Obras
En el Museo del Prado:
- La Verónica;
- Eva cogiendo la manzana;
- Adán antes de comer el fruto;
- El Tiempo descubre la Verdad;
- Jesús en casa de Marta y de María;

En el Congreso de los Diputados:
- Mariana Pineda en capilla (1862)